# Om Thavrak
Om Thavrak (sinh ngày 25 tháng 6 năm 1985 ở Campuchia) là một cầu thủ bóng đá cho Campuchian Tiger ở Giải bóng đá vô địch quốc gia Campuchia và Đội tuyển bóng đá quốc gia Campuchia.

## Danh hiệu

### Câu lạc bộ
Phnom Penh Crown
- Giải bóng đá vô địch quốc gia Campuchia: 2008
- Hun Sen Cup: 2008

Nagaworld FC
- Giải bóng đá vô địch quốc gia Campuchia: 2009
- Hun Sen Cup: 2013